# Poyntonophrynus dombensis
Poyntonophrynus dombensis är en groddjursart som först beskrevs av Bocage 1895.  Poyntonophrynus dombensis ingår i släktet Poyntonophrynus och familjen paddor. IUCN kategoriserar arten globalt som livskraftig. Inga underarter finns listade i Catalogue of Life.